# Aeros
Pour les satellites allemands, voir AEROS.
Aeros est une entreprise ukrainienne spécialisée dans l'étude et la production de parapentes et avions ultra-légers, fondée en 1991 par d'anciens collaborateurs du bureau d'études (OKB) Antonov.
À la fin des années 1980 le département ‘ultra-léger’ de l’OKB Antonov constitua la coopérative ITACO, pour produire les ailes volantes C-14 et C-15. Environ 150 exemplaires furent construits et utilisés en particulier par l’équipe nationale de deltaplane d’Union soviétique. L’homologation de ces ailes volantes en Allemagne échoua de peu.
En 1991 le département ‘ultra-léger’ d'Antonov se transforma en entreprise à responsabilité limitée, Aeros. Dès novembre de la même année furent mises en production deux nouvelles ailes, les Stalker-14 et Stranger, mais un parapente, le Zig-Zag, fut également dessiné. 1993 vit l’apparition du Stalker-12, d’une version en Dacron du Stranger et de représentations commerciales en Espagne et Grande-Bretagne, où les Stalker-14 puis Stalker-12 furent homologués. C’est d’ailleurs vers la Grande-Bretagne que fut exporté le centième Stalker-14 construit.
À partir de 1994 Aeros importa des matériaux de qualité (Polyant, Lindemann, Carrington…) et commença à produire sous licence des parapentes APCO pour la CEI, tout en poursuivant le développement de sa propre gamme : Stealth, un dérivé du Stalker, Target-16 et Target-13… et en 1996 deux distributeurs furent trouvés aux États-Unis.
En 1998 Aeros franchit une nouvelle étape de son développement en accédant au marché des ULM. Un accord fut passé avec la société française Best Off pour produire sous licence le Skyranger 2.
En 2006 Aeros exportait ses produits dans 43 pays hors de la CEI et sa gamme s’étendait du parapente Vitamin à l’avion léger Skyranger, en passant par les deltaplanes Combat L, les ULM pendulaires Aeros 2 et les planeurs AL-12.